# Alpiner Far East Cup 2022/23
Die Saison 2022/23 des alpinen Far East Cups fand zwischen dem 23. Januar und dem 3. März 2023 statt. Sie gehörte – wie die anderen Kontinentalrennserien der FIS – zum Unterbau des Weltcups. Es wurden jeweils 14 Rennen bei den Herren als auch bei den Damen an 4 Orten ausgetragen.

## Cupwertungen

### Gesamt
| Rang | Athletin         | Punkte |
| ---- | ---------------- | ------ |
| 1    | Seigo Katō       | 810    |
| 2    | Jung Dong-hyun   | 691    |
| 3    | Ryuma Sato       | 509    |
| 4    | Ryūnosuke Ōkoshi | 449    |
| 5    | Taiga Tomii      | 327    |
| 6    | Ryoma Katayama   | 322    |
| 7    | Jędrzej Jasiczek | 313    |
| 8    | Park Je-yun      | 311    |
| 9    | Hong Dong-kwan   | 309    |
| 10   | Michał Jasiczek  | 291    |

| Rang | Athletin          | Punkte |
| ---- | ----------------- | ------ |
| 1    | Gim So-hui        | 857    |
| 2    | Miki Ishibashi    | 827    |
| 3    | Eren Watanabe     | 505    |
| 4    | Chisaki Maeda     | 496    |
| 5    | Yoko Ishijima     | 453    |
| 6    | Ayano Yokoo       | 421    |
| 7    | Adriana Jelinkova | 380    |
| 7    | Konatsu Hasumi    | 380    |
| 9    | Asami Katagiri    | 318    |
| 10   | Hina Honda        | 304    |

### Riesenslalom
| Rang | Athlet         | Punkte |
| ---- | -------------- | ------ |
| 1    | Seigo Katō     | 445    |
| 2    | Taiga Tomii    | 256    |
| 3    | Ryuma Sato     | 231    |
| 4    | Hong Dong-kwan | 209    |
| 5    | Jung Dong-hyun | 191    |

| Rang | Athletin       | Punkte |
| ---- | -------------- | ------ |
| 1    | Miki Ishibashi | 540    |
| 2    | Gim So-hui     | 380    |
| 3    | Shizuku Hirota | 248    |
| 4    | Ayano Yokoo    | 223    |
| 5    | Eren Watanabe  | 181    |

### Slalom
| Rang | Athlet           | Punkte |
| ---- | ---------------- | ------ |
| 1    | Jung Dong-hyun   | 500    |
| 2    | Seigo Katō       | 365    |
| 3    | Jędrzej Jasiczek | 313    |
| 4    | Michał Jasiczek  | 291    |
| 5    | Ryūnosuke Ōkoshi | 290    |

| Rang | Athletin       | Punkte |
| ---- | -------------- | ------ |
| 1    | Gim So-hui     | 477    |
| 2    | Konatsu Hasumi | 380    |
| 3    | Yoko Ishijima  | 351    |
| 4    | Chisaki Maeda  | 337    |
| 5    | Eren Watanabe  | 324    |

## Podestplatzierungen Herren

### Riesenslalom
| Datum      | Ort                  | 1. Platz             | 2. Platz         | 3. Platz         |
| ---------- | -------------------- | -------------------- | ---------------- | ---------------- |
| 25.01.2023 | Akan (JPN)           | Seigo Katō           | Christoph Meissl | Lukas Gasser     |
| 26.01.2023 | Akan (JPN)           | Noel Zwischenbrugger | Nicolas Gstrein  | Tobias Kogler    |
| 06.02.2023 | Yongpyong (KOR)      | Shinya Miyamoto      | Taiga Tomii      | Seigo Katō       |
| 07.02.2023 | Yongpyong (KOR)      | Seigo Katō           | Hong Dong-kwan   | Ryoma Katayama   |
| 28.02.2023 | Sugadairakogen (JPN) | Jung Dong-hyun       | Takashi Shioiri  | Ryūnosuke Ōkoshi |
| 01.03.2023 | Sugadairakogen (JPN) | Seigo Katō           | Jung Dong-hyun   | Takashi Shioiri  |

### Slalom
| Datum      | Ort                       | 1. Platz                               | 2. Platz                               | 3. Platz                               |
| ---------- | ------------------------- | -------------------------------------- | -------------------------------------- | -------------------------------------- |
| 27.01.2023 | Akan (JPN)                | Takayuki Koyama                        | Shiro Aihara                           | Hayata Wakatsuki                       |
| 28.01.2023 | Akan (JPN)                | Michał Jasiczek                        | Lucas Rohrmoser                        | Shiro Aihara                           |
| 02.02.2023 | Alpensia Ski Resort (KOR) | Jung Dong-hyun                         | Seigo Katō                             | Michał Jasiczek                        |
| 03.02.2023 | Alpensia Ski Resort (KOR) | Jung Dong-hyun                         | Seigo Katō                             | Jędrzej Jasiczek                       |
| 10.02.2023 | Jisan Forest Resort (KOR) | Rennen ins Alpensia Ski Resort verlegt | Rennen ins Alpensia Ski Resort verlegt | Rennen ins Alpensia Ski Resort verlegt |
| 11.02.2023 | Jisan Forest Resort (KOR) | Rennen ins Alpensia Ski Resort verlegt | Rennen ins Alpensia Ski Resort verlegt | Rennen ins Alpensia Ski Resort verlegt |
| 10.02.2023 | Alpensia Ski Resort (KOR) | Jung Dong-hyun                         | Jędrzej Jasiczek                       | Michał Jasiczek                        |
| 11.02.2023 | Alpensia Ski Resort (KOR) | Jung Dong-hyun                         | Akira Sasaki                           | Ryūnosuke Ōkoshi                       |
| 02.03.2023 | Sugadairakogen (JPN)      | Jung Dong-hyun                         | Shiro Aihara                           | Seigo Katō                             |
| 03.03.2023 | Sugadairakogen (JPN)      | Seigo Katō                             | Yōhei Koyama                           | Shiro Aihara                           |

## Podestplatzierungen Damen

### Riesenslalom
| Datum      | Ort                  | 1. Platz                                            | 2. Platz                                            | 3. Platz                                            |
| ---------- | -------------------- | --------------------------------------------------- | --------------------------------------------------- | --------------------------------------------------- |
| 23.01.2023 | Akan (JPN)           | Miki Ishibashi                                      | Gim So-hui                                          | Mao Nakazawa                                        |
| 24.01.2023 | Akan (JPN)           | Rennen abgesagt, Ersatzrennen am 25. Januar in Akan | Rennen abgesagt, Ersatzrennen am 25. Januar in Akan | Rennen abgesagt, Ersatzrennen am 25. Januar in Akan |
| 25.01.2023 | Akan (JPN)           | Shizuku Hirota                                      | Miki Ishibashi                                      | Eren Watanabe                                       |
| 06.02.2023 | Yongpyong (KOR)      | Miki Ishibashi                                      | Adriana Jelinkova                                   | Gim So-hui                                          |
| 07.02.2023 | Yongpyong (KOR)      | Adriana Jelinkova                                   | Miki Ishibashi                                      | Gim So-hui                                          |
| 28.02.2023 | Sugadairakogen (JPN) | Miho Mizutani                                       | Miki Ishibashi                                      | Gim So-hui                                          |
| 01.03.2023 | Sugadairakogen (JPN) | Miki Ishibashi                                      | Gim So-hui                                          | Miho Mizutani                                       |

### Slalom
| Datum      | Ort                       | 1. Platz                               | 2. Platz                               | 3. Platz                               |
| ---------- | ------------------------- | -------------------------------------- | -------------------------------------- | -------------------------------------- |
| 27.01.2023 | Akan (JPN)                | Gim So-hui                             | Miki Ishibashi                         | Eren Watanabe                          |
| 28.01.2023 | Akan (JPN)                | Gim So-hui                             | Yukina Tomii                           | Konatsu Hasumi                         |
| 02.02.2023 | Alpensia Ski Resort (KOR) | Adriana Jelinkova                      | Gim So-hui                             | Yoko Ishijima                          |
| 03.02.2023 | Alpensia Ski Resort (KOR) | Adriana Jelinkova                      | Gim So-hui                             | Youngseo Kang                          |
| 10.02.2023 | Jisan Forest Resort (KOR) | Rennen ins Alpensia Ski Resort verlegt | Rennen ins Alpensia Ski Resort verlegt | Rennen ins Alpensia Ski Resort verlegt |
| 11.02.2023 | Jisan Forest Resort (KOR) | Rennen ins Alpensia Ski Resort verlegt | Rennen ins Alpensia Ski Resort verlegt | Rennen ins Alpensia Ski Resort verlegt |
| 10.02.2023 | Alpensia Ski Resort (KOR) | Chisaki Maeda                          | Konatsu Hasumi                         | Yoko Ishijima                          |
| 11.02.2023 | Alpensia Ski Resort (KOR) | Yukina Tomii                           | Konatsu Hasumi                         | Chisaki Maeda                          |
| 02.03.2023 | Sugadairakogen (JPN)      | Chisaki Maeda                          | Konatsu Hasumi                         | Yoko Ishijima                          |
| 03.03.2023 | Sugadairakogen (JPN)      | Miki Ishibashi                         | Eren Watanabe                          | Asami Katagiri                         |